# Солом'яний бичок

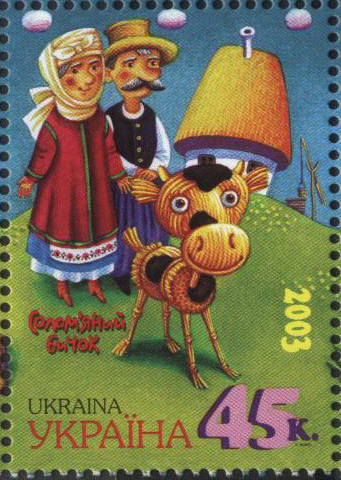
Солом'яний бичок (українська марка, 2003)

Казка про солом'яного бичка (фільм, 1927)

Соло́м'яний бичо́к — в українській усній народній творчості герой однойменної казки. Солом'яний бичок — забавка-іграшка у вигляді маленького бичка або теляти, зроблена із соломи і змащена смолою. Згідно з українською казкою, виготовлений дідом як забавка на потіху бабі, але став пасткою для лісових звірів.

## Оповідь
Жило біля лісу літнє подружжя. Одного разу баба попрохала діда виготовити їй для забави солом'яного бичка, який згодом зненацька оживає. Баба веде його на випас, де він приваблює почергово лісових звірів ведмедя, вовка, лисицю і зайця (усі вони прохали у бичка смоли, той дозволяв, а звірі щоразу прилипали до нього). Дід закидав їх по одному у льох, а потім за визволення із неволі, змусив їх принести діду і бабі великі пожитки: мед, овечок, курей, тощо. 

## Образність
Лісові звірі (як майже і в усіх казках) та й сам людський виріб — головний герой Солом'яний бичок, вміють розмовляти. 
Тварини з лісу приходять до бичка в порядку убування розміру — ведмідь, вовк, лисиця і найменший — заєць, водночас казковий заєць зовсім не боїться лисицю чи вовка (його не з'їдають).
Дід без зброї, аж ніяк не лякається лісових хижаків і запросто закидає їх до льоху, хоча середня вага, наприклад бурого ведмедя, сягає 300 кг.

## Тлумачення
Літнє подружжя було бідним але розумним, і проявило кмітливість. Вони не з'їли просто все, що звірі їм надали, а частину продали — та на ці гроші купили волів і дід почав чумакувати, тобто започаткували власну справу й згодом забагатіли.
У казці згадується полювання — лисиця розповідає бичку як мисливські собаки-хорти порвали їй шкуру.
Насправді, солом'яний бичок виконує призначення оберега й амулета родини та приносить їй добробут. Він є виявом анімістичних вірувань, пов’язаних із жертвоприношенням і подібний до солом'яного цапа у Скандинавських країнах, який, за дохристиянськими віруваннями, надає захист і щастя на Різдво. Серед подібних переказів у світі — обряд індійської касти кондги, за яким в жертву полю навесні приносили найкращого бика.

## У мистецтві
1927 року на основі оповіді про солом'яного бичка, був створений перший в історії український мультфільм — «Казка про солом'яного бичка».

### Кінематограф
- 1927: Казка про солом'яного бичка (мультфільм)
- 1954: Солом'яний бичок (мультфільм)
- 1971: Солом'яний бичок (мультфільм)